# Somaliland thuộc Anh
Somaliland thuộc Anh (tiếng Anh: British Somaliland), tên chính thức là Anh bảo hộ Somaliland (tiếng Anh: British Somaliland Protectorate, tiếng Somalia: Dhulka Maxmiyada Soomaalida ee Biritishk) là thuộc địa của Anh ở vùng Đông Bắc của Sừng châu Phi. Thủ đô là Hargeisa. Trong chiến tranh thế giới thứ hai vào tháng 8 năm 1940, Ý chiếm phía Đông Somaliland từ Đông Phi và được giải thể vào năm 1941. Vào ngày 26 tháng 6 năm 1960, nó trở thành một quốc gia độc lập Somalia. Vào ngày 1 tháng 7 năm 1960, nó sáp nhập với Somaliland thuộc Ý thành Somalia. Tuy nhiên, vào ngày 18 tháng 5 năm 1991, do cuộc nội chiến ở Somalia, khu vực Somaliland cũ của Anh đã trở lại độc lập và Cộng hòa Somalia được thành lập.